# Kabuli nemzetközi repülőtér
A Kabuli nemzetközi repülőtér (IATA: KBL, ICAO: OAKB) Kabul és Afganisztán nemzetközi repülőtere, mely egyaránt ellát civil (polgári) és katonai repülési feladatokat (ISAF repülőgépei). Úgynevezett vegyes felhasználású repülőtér. A repülőtér kb. 6 km-re északra van Kabul központjától.
A repülőtér (Kabul International Airport – KAIA) az ország legfontosabb légikikötője, ahol az évi utasforgalom meghaladja a 2 millió főt. A repülőtér jelenleg NATO–ISAF parancsnokság alatt működik, ahol a szövetségesek féléves periódusokban váltják egymást. 2009-ben a Magyar Honvédség Kabuli Nemzetközi Repülőtér Törzstiszti Csoportja vezette a polgári és katonai repülőteret.
A repülőtér térségét az Afgán Nemzeti Hadsereg és az Afgán Nemzeti Rendőrség tarja ellenőrzése alatt.

## Forgalom
Az utasforgalom az elmúlt években az alábbi módon változott:

## Légitársaságok, célállomások
2024-ben a Kabuli nemzetközi repülőtérről az alábbi járatok indulnak:
| Légitársaság           | Célállomások |
| ---------------------- | --- |
| Air Arabia             | Sharjah |
| Ariana Afghan Airlines | Ankara, Delhi, Doha, Dubai–International, Herat, Istanbul, Jeddah, Kandahar, Khost, Mazar-i-Sharif, Moscow–Sheremetyevo, Riyadh, Tehran–Imam Khomeini, Ürümqi |
| Flydubai               | Dubai–International |
| Kam Air                | Abu Dhabi, Ankara, Delhi, Dubai–International, Herat, Islamabad, Istanbul, Jeddah, Kandahar, Mazar-i-Sharif, Riyadh, Tashkent, Tehran–Imam Khomeini           |
| Kish Air               | Mashhad |
| Mahan Air              | Mashhad, Tehran–Imam Khomeini |
| Turkish Airlines       | Istanbul |
| Yazd Airways           | Tehran–Imam Khomeini |

## Repülőesemények a repülőtéren
- 2009. szeptember 29-én az Ariana Afghan Airlines egyik A300-asa orrfutóproblémák miatt későn ért futópályát és túlfutott rajta. Sérülés nem történt.[11]

## Galéria

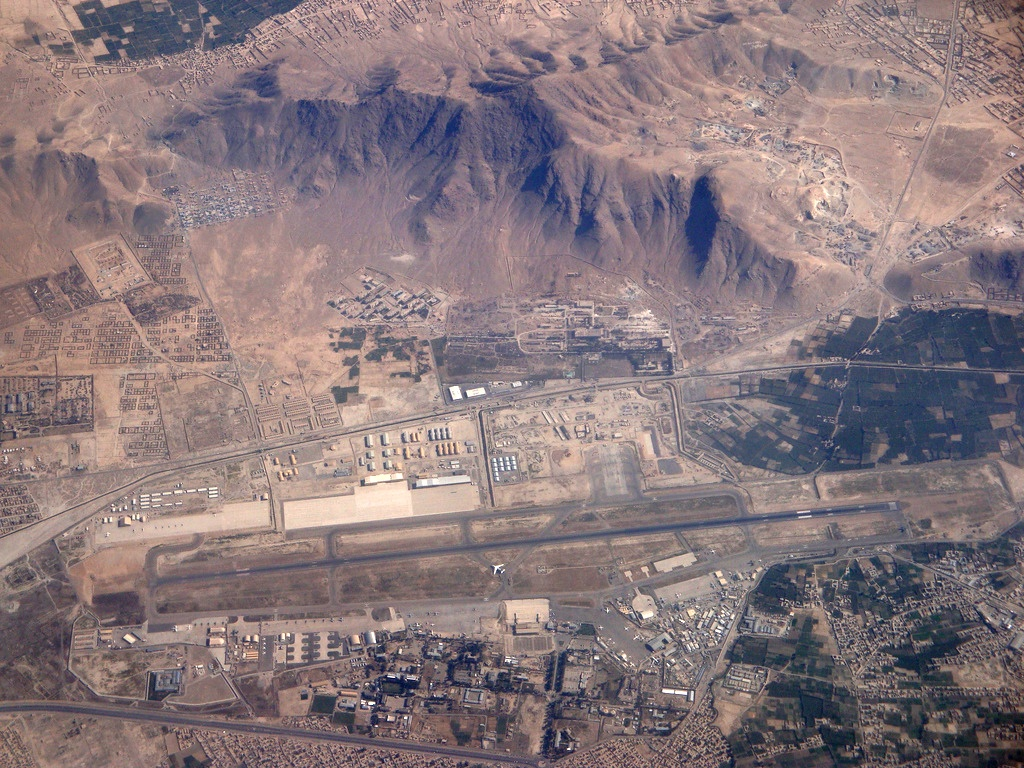
Légi felvétel a repülőtérről és a közeli hegyekről
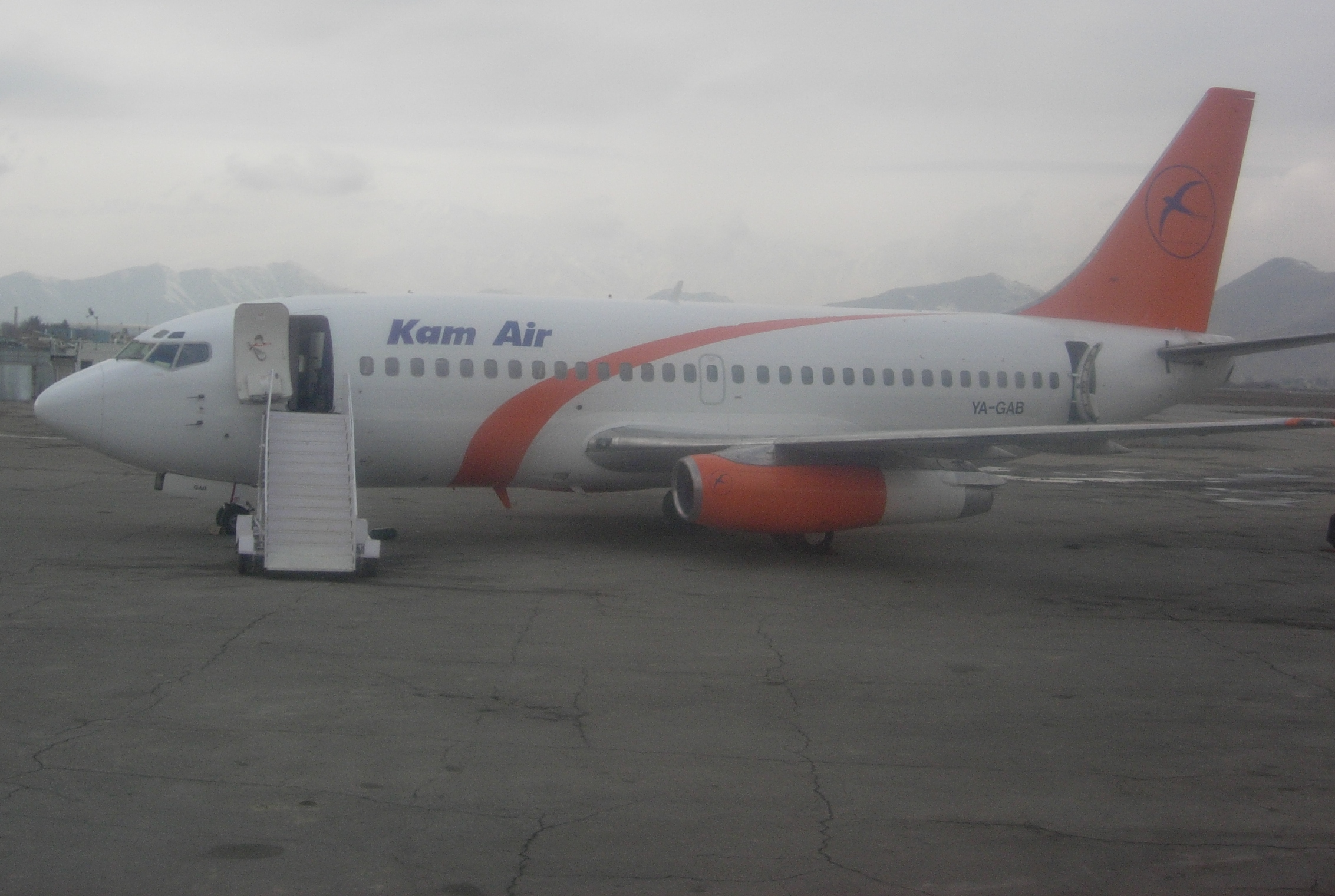
A Kam Air egyik B 737–200-asa
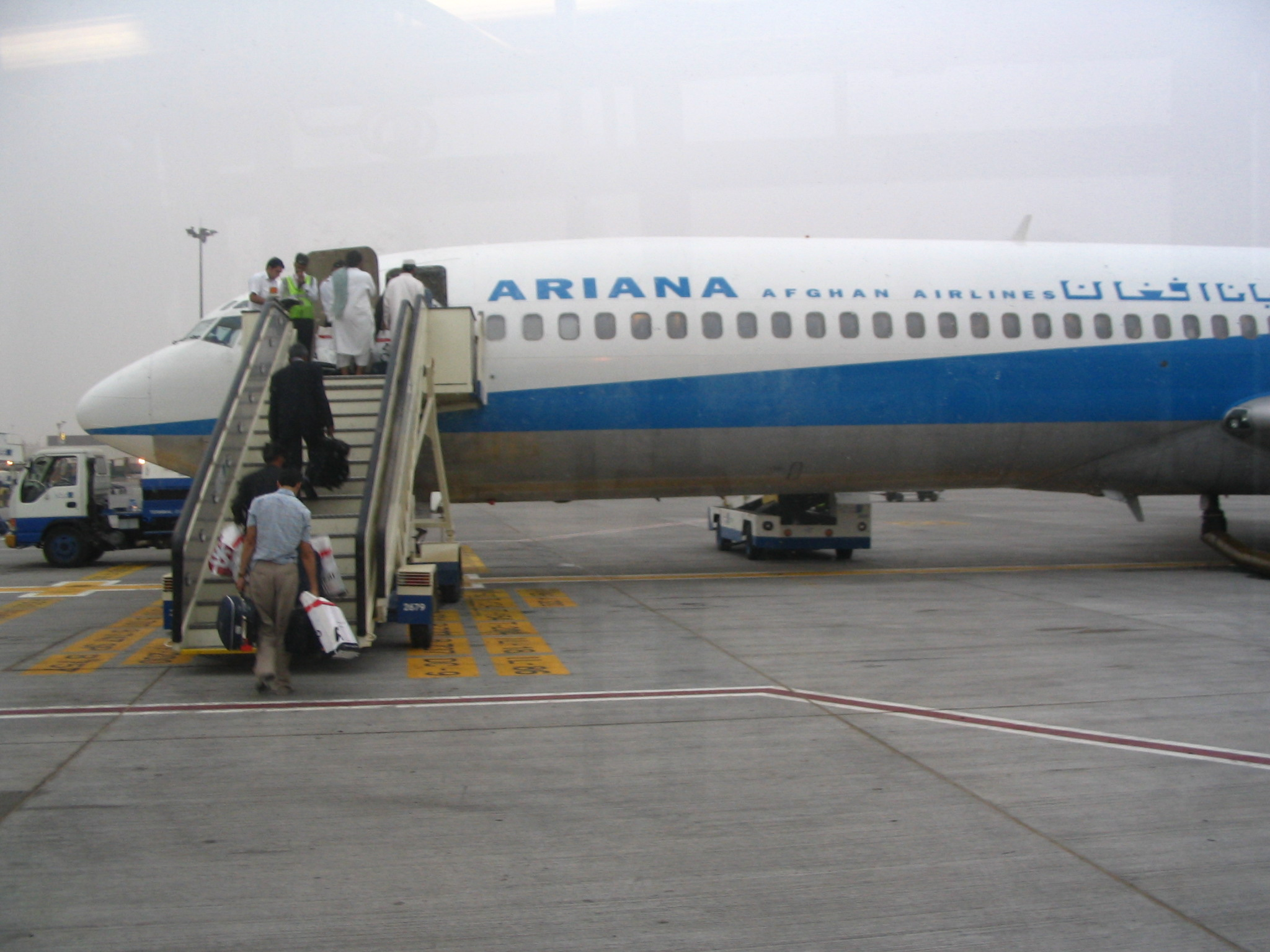
Az Ariana Afghan Airlines utasai felszállnak az egyik B 737-be 2006-ban
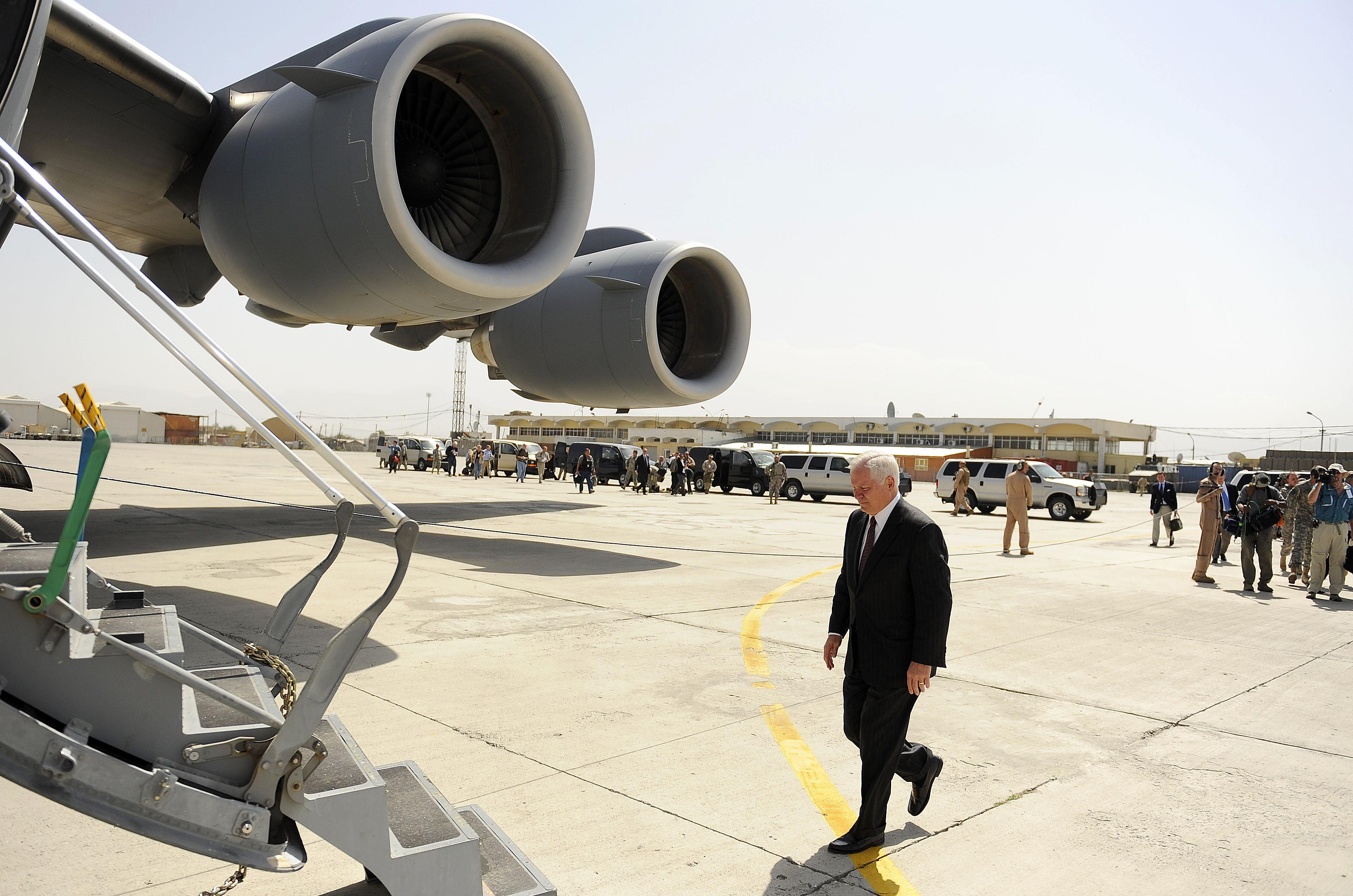
Az amerikai Robert Gates Védelmi miniszter egy C–17 Globemaster III-ba száll be

## Fordítás
- Ez a szócikk részben vagy egészben  a   Kabul International Airport című angol Wikipédia-szócikk fordításán alapul.  Az eredeti cikk szerkesztőit annak laptörténete sorolja fel. Ez a jelzés csupán a megfogalmazás eredetét és a szerzői jogokat jelzi, nem szolgál a cikkben szereplő információk forrásmegjelöléseként.